# Việt Nam tại Thế vận hội Mùa hè 2000
Tại Thế vận hội Mùa hè 2000 diễn ra ở Sydney, Úc đoàn Việt Nam tham dự với 7 vận động viên tranh tài ở 4 môn thi đấu: điền kinh, bắn súng, bơi và taekwondo. Vận động viên Trần Hiếu Ngân đã đoạt huy chương bạc ở môn taekwondo. Đây cũng là lần đầu tiên Việt Nam có được huy chương ở một kỳ Thế vận hội. Chiếc huy chương bạc này cũng đã giúp đoàn Việt Nam xếp thứ 64 chung cuộc trong tổng số 199 quốc gia tham dự Đại hội.

## Taekwondo
Nội dung dưới 49kg nữ:
- Nguyễn Thị Xuân Mai, thành tích: vào tứ kết

Nội dung 49-57kg nữ:
- Trần Hiếu Ngân, thành tích: huy chương bạc

## Điền kinh
Nội dung 100m nam:
- Lương Tích Thiện, thành tích: 10 giây 95, xếp thứ 77/99 vận động viên

Nội dung 100m vượt rào nữ:
- Vũ Bích Hường, thành tích: 13 giây 61, xếp thứ 32/38 vận động viên

## Bắn súng
Nội dung súng ngắn bắn nhanh 25m nam:
- Nguyễn Trung Hiếu, thành tích 577 điểm, xếp hạng 17/21 vận động viên

## Bơi
Nội dung 200m ếch nam:
- Nguyễn Ngọc Anh, thành tích 2 phút 29 giây 54, xếp thứ 45/49 vận động viên